# Алиса де Куртене
Алиса де Куртене (Аликс; 1160 – 12 февраля 1218) — французская дворянка из дома Куртене. Мать королевы Англии Изабеллы Ангулемской.

## Жизнь
Алиса родилась в 1160 году и была второй дочерью Пьера I де Куртене и его супруги Елизаветы.
После 1169 года Алиса вышла замуж за Гильома I де Жуаньи. У супругов был один сын, Пьер (ум. 1222), наследовавший отцу. Около 1184 года супруги развелись. В хартии, датированной 1180 годом, Гильом с согласия Алисы передал собственность аббатству Понтиньи.
Около 1186 года Алиса вышла замуж за Эмара, графа Ангулема. Единственной выжившей дочерью была Изабелла Ангулемская (ок. 1188 — 31 мая 1246), которая стала королевой Англии.
Её супруг умер 16 июня 1202 года. Алиса пережила его на 16 лет и умерла 12 февраля 1218 года. Ей было около 58 лет.